# エマ・トネガト
エマ・トネガト（Emma Tonegato、1995年3月20日 - ）は、オーストラリアの女子ラグビー選手。

## プロフィール
- オーストラリア・ウロンゴン出身[1]。
- ポジションはセンター(CTB)。
- 身長 165cm、体重 63kg

## 略歴
2016年、リオ五輪の7人制女子オーストラリア代表に選ばれて金メダルを獲得。
そして2021年、東京五輪の7人制女子オーストラリア代表に選ばれた。